# Соуса-Монтейру, Жерониму де
Жеронимо де Соуза-Монтейру (порт. Jerônimo de Sousa Monteiro; 4 июня 1870, Кашуэйру-ди-Итапемирин — 23 октября 1933) — бразильский политический деятель. Депутат в местной палате представителей штата Эспириту-Санту и в Федеральной палате представителей Бразилии, губернатор Эспириту-Санту (1908—1912).
Считается автором флага штата Эспириту-Санту, который состоит из трёх горизонтальных полос — голубой полосы сверху, белой полосы посередине и розовой полосы снизу. На белой полосе голубыми буквами написан девиз «Trabalha e Confia» («Работа и вера»). Этот флаг стал официальным флагом штата во время пребывания Соуса-Монтейру на посту губернатора.
Жерониму де Соуса-Монтейру помог улучшить урбанизацию столицы Витории, внедрив качественные услуги в области питьевой воды, канализации и электроэнергии, реформировал порт Витория и государственную больницу Святейшего Дома Милосердия. Он также попытался создать промышленную зону в регионах штата к югу от Кашуэйру-ди-Итапемирин, но промышленники предпочли установить её в Витории.
Жерониму де Соуса-Монтейру был лидером сильной политической группы в Южном Эспириту-Санту, которая в основном состояла из землевладельцев и выступала против более разнородной социально-политической группы из центра штата. Когда срок его брата Бернардино де Соуса-Монтейру в качестве губернатора Эспириту-Санту заканчивался, Жеронимо де Соуза-Монтейру пытался помешать избранному в 1924 году губернатору Нестору Гомезу официально вступить в должность, однако ему это не удалось.